# Citharexyleae
Citharexyleae Briq., 1895 è una tribù di piante spermatofite, dicotiledoni appartenenti alla famiglia delle Verbenaceae.

## Etimologia
Il nome della tribù deriva dal suo genere tipo Citharexylum L., 1753 il cui nome fa riferimento al duro legno di alcune alberi di questo genere adatto alla costruzione di arpe o strumenti simili nell'antica Grecia. Il nome scientifico della tribù è stato definito dal botanico svizzero, e direttore del "Conservatoire Botanique" a Ginevra John Isaac Briquet (Ginevra, 13 marzo 1870 – Ginevra, 26 ottobre 1931) nella pubblicazione "Naturlichen Pflanzenfamilien. Leipzig - IV, 3a: 144, 158. 26 Feb 1895" del 1895.

## Descrizione

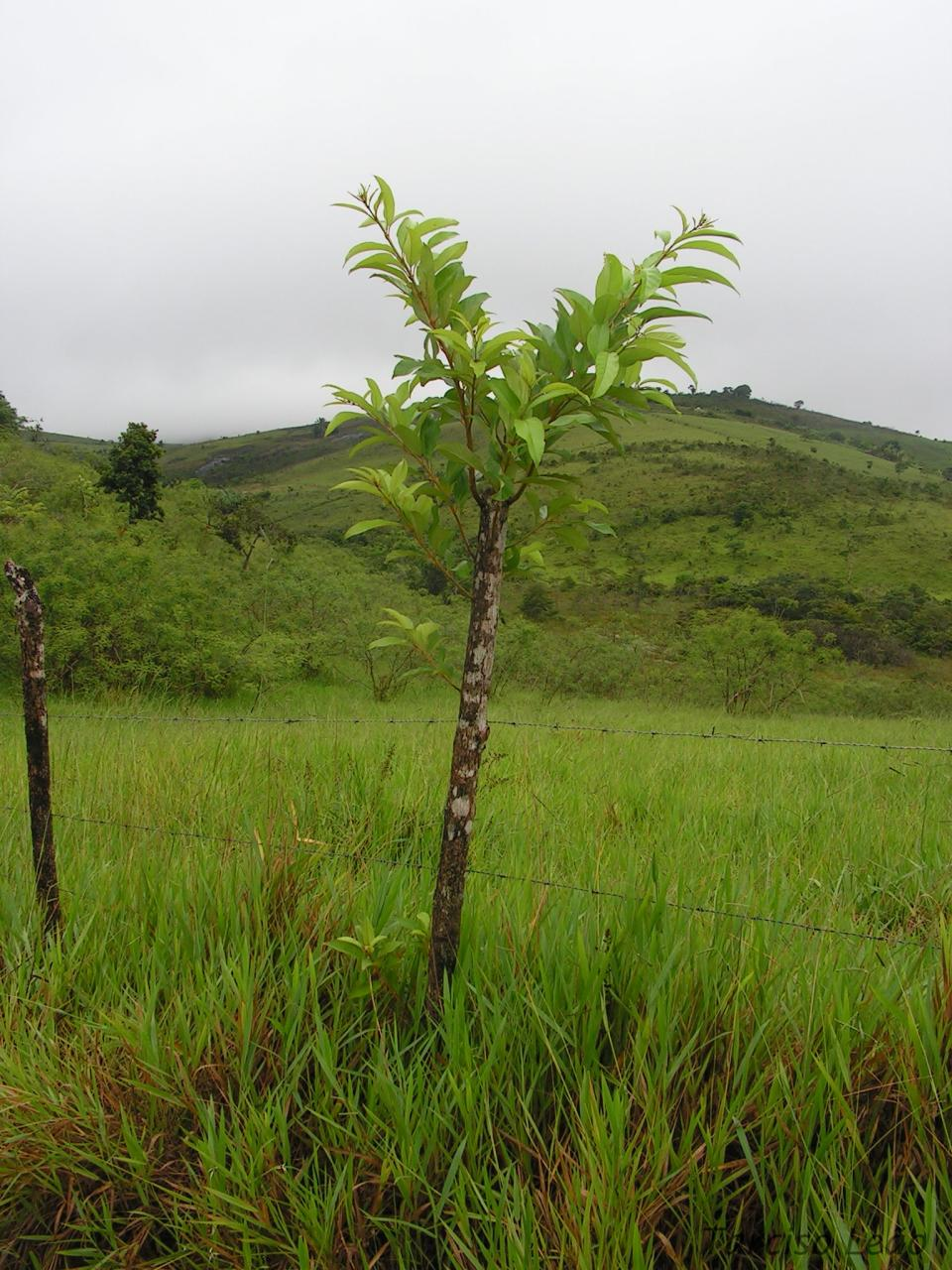
Il portamento
Citharexylum myrianthum

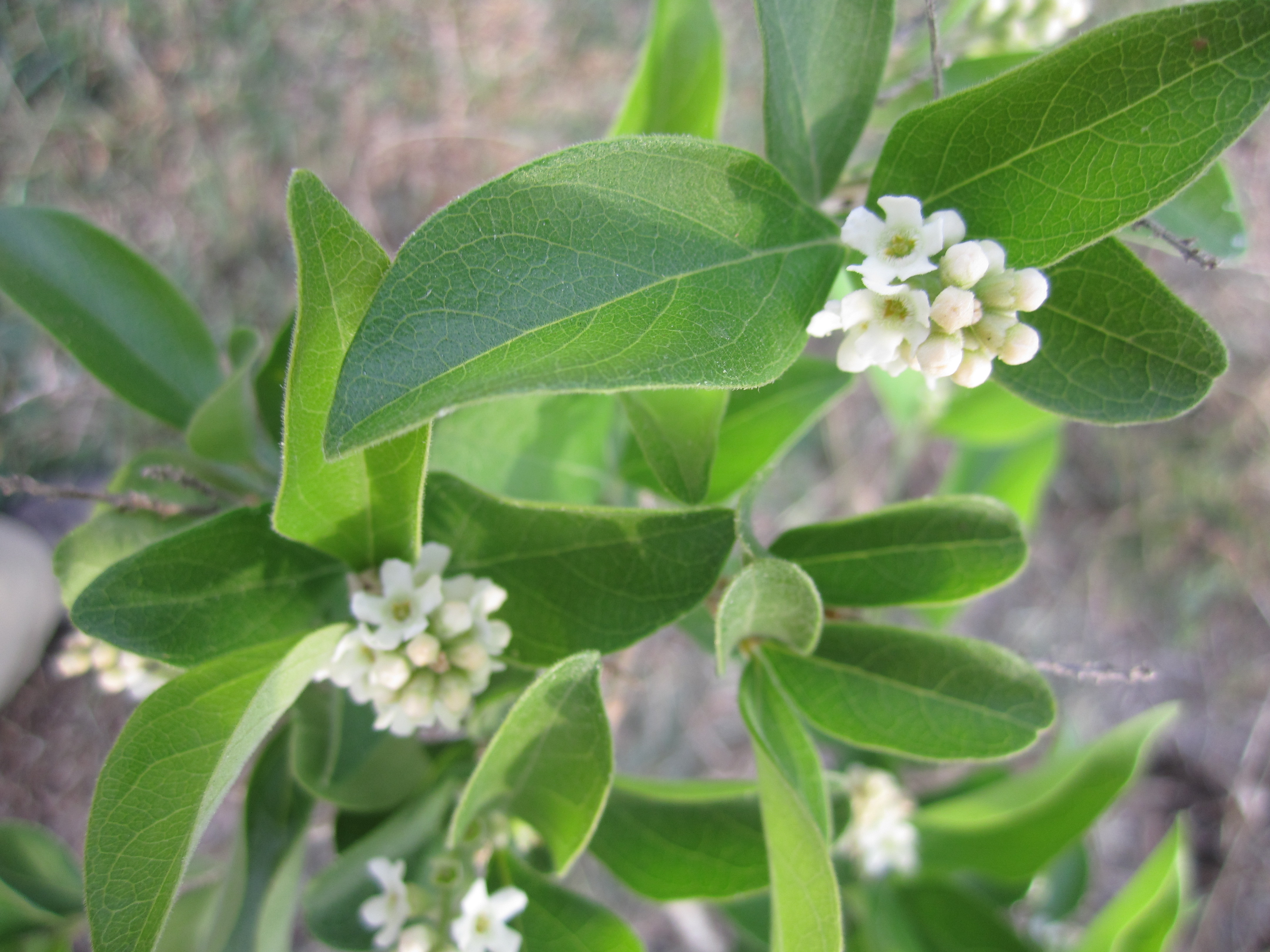
Le foglie
Citharexylum berlandieri

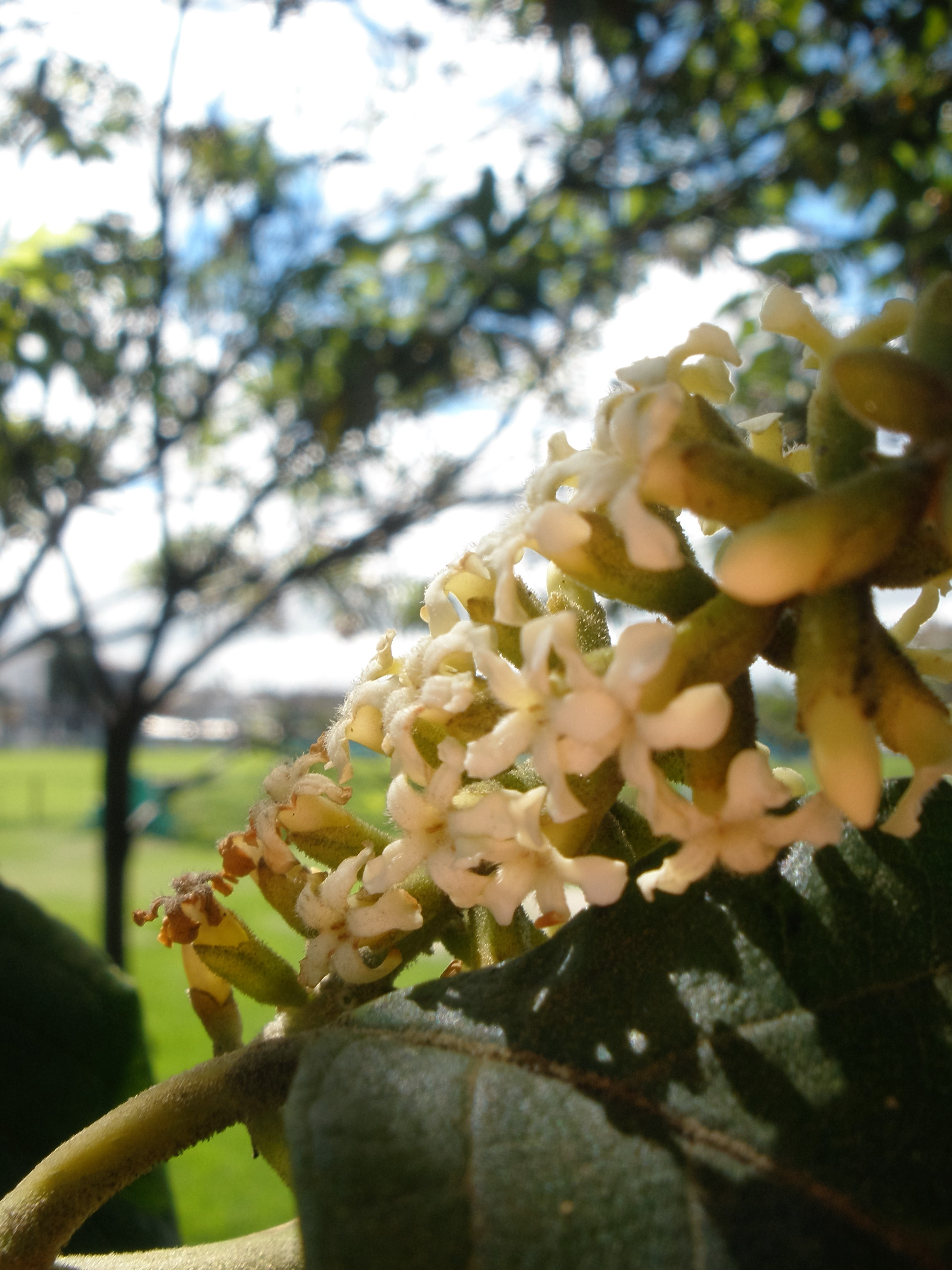
Infiorescenza
Citharexylum subflavescens

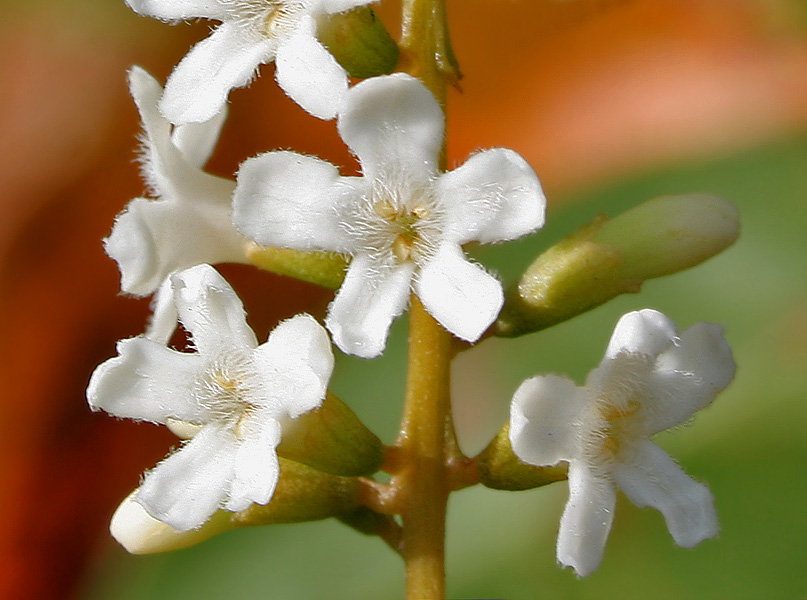
I fiori
Citharexylum spinosum

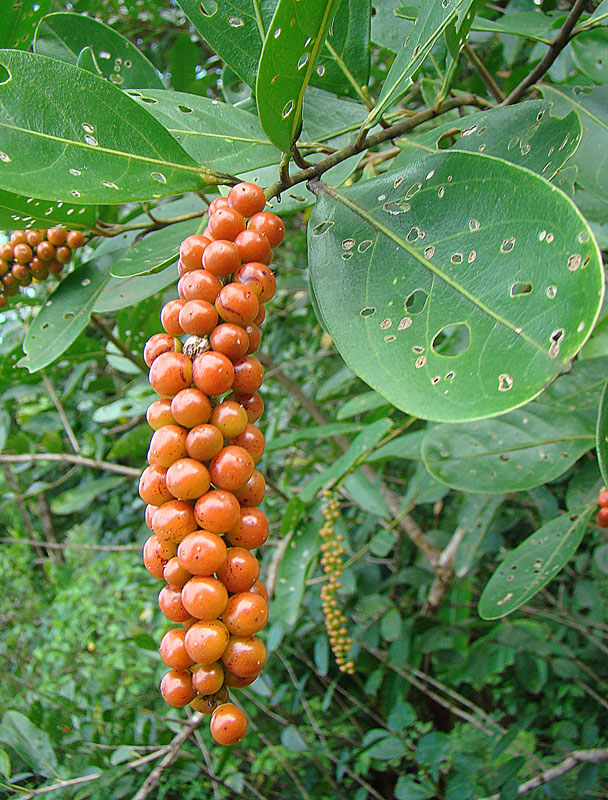
I frutti
Citharexylum caudatum

- Il portamento delle specie di questa tribù è arboreo o arbustivo. Sono presenti delle specie spinose solamente in Baillonia, altrimenti sono presenti delle spine in posizione ascellare. Il fusto nelle maggioranza delle specie ha una sezione quadrangolare a causa della presenza di fasci di collenchima posti nei quattro vertici, mentre le quattro facce sono concave. Non sono presenti piante aromatiche; mentre possono essere presenti composti iridoidi (glicosidi fenolici).[3][7][8][9][10]
- Le foglie lungo il cauline hanno una disposizione opposta oppure talvolta subopposta, verticillata o ternata (raramente sono alternate). Le lamine sono lineari intere o con bordi dentati. Le stipole sono assenti.
- Le infiorescenze indefinite di tipo spicato o a racemo sono ascellari o terminali (distintamente peduncolate in Rehdera). Sono formate da molti (o pochi) fiori e sono allungate, erette o pendenti. Sono presenti delle piccole brattee poco appariscenti. I fiori sono sessili o brevemente pedicellati.
- I fiori, ermafroditi, sono tetraciclici (ossia formati da 4 verticilli: calice– corolla – androceo – gineceo) e pentameri (i verticilli del perianzio hanno più o meno 5 elementi ognuno).

- Formula fiorale. Per la famiglia di queste piante viene indicata la seguente formula fiorale:

X, K (5), [C (2+3), A 2+2 o 2] G (2), (supero), drupa/2 nucule
- Il calice gamosepalo ha una forma tubolare-campanulata troncata e termina con 5 lobi (calice attinomorfo). Il calice può essere persistente e alla fruttificazione assume una forma a coppa (in Rehdera alla fruttificazione si divide in due). In alcune specie la parte interna dei lobi è densamente tomentosa.

- La corolla gamopetala e attinomorfa ha una struttura ipocrateriforme (talvolta è anche debolmente zigomorfa). Il tubo è corto, diritto e termina con 5 lobi patenti (raramente 4 o 6). Tutta la corolla può essere pubescente come pure all'interno della gola sono presenti dei peli ghiandolari (caratteristica comune anche alle "labiate" che ha lo scopo di impedire l'accesso ad insetti più piccoli e non adatti all'impollinazione). Il colore della corolla è bianco o giallo.

- L'androceo è composto da quattro stami subdidinami fertili, inclusi e adnati a metà tubo della corolla (sono epipetali). Spesso è presente uno staminoide o un quinto stame fertile. Il tessuto connettivo delle antere è dilatato. Le teche sono introrse e parallele (o subparallele). La deiscenza è longitudinale. Un disco nettarifero è presente attorno all'ovario. La struttura del polline varia notevolmente:

Baillonia: i granuli pollinici sono 3 porati con pori da più o meno circolari a ovaliformi con ispessimenti anulari;
Citharexylum: i granuli pollinici sono generalmente tricolpoporati (raramente 4-colpoporati);
Rhedera: i granuli pollinici sono 3-colpoporati con forme da suboblate a oblate (l'asse polare è più corto di quello equatoriale) sferoidali.
- Il gineceo è formato da un ovario supero bicarpellare (a due carpelli connati - ovario sincarpico). In Baillonia l'ovario può essere monocarpellare per aborto dell'altro. I carpelli sono biloculari per la presenza di un falso setto mediano con 2 - 4 ovuli. Normalmente l'ovario è glabro, raramente è peloso all'apice. Gli ovuli, a placentazione assile, sono subanatropi, fissati nella parte superiore del loculo (il falso setto) in modo pendente; inoltre hanno un tegumento e sono tenuinucellati (con la nocella, stadio primordiale dell'ovulo, ridotta a poche cellule). Lo stilo è indiviso e terminale. Lo stigma è appena bilobato oppure subcapitato. Lo stilo può essere deciduo o persistente.

- I frutti sono delle drupe con mesocarpo carnoso con 2 o 4 pireni (o di meno per aborto) biloculari con 2 semi oppure i frutti sono degli schizocarpi subcarnosi (quasi secchi) con un sottile mesocarpo separati in due loculi con 2 semi mericarpi.

## Riproduzione
- Impollinazione: l'impollinazione avviene tramite insetti (impollinazione entomogama)[16] ma ai tropici anche tramite uccelli quali colibrì (impollinazione ornitogama).[10]
- Riproduzione: la fecondazione avviene fondamentalmente tramite l'impollinazione dei fiori (vedi sopra).
- Dispersione: i semi cadendo (dopo aver eventualmente percorso alcuni metri a causa del vento - dispersione anemocora) a terra sono dispersi soprattutto da insetti tipo formiche (disseminazione mirmecoria). Sono possibili anche dispersioni tramite animali (disseminazione zoocora).[3]

## Distribuzione e habitat
La distribuzione delle specie di questa tribù è americana (centro-meridionale) con habitat per lo più tropicali.

## Tassonomia
La famiglia di appartenenza (Verbenaceae), comprendente 34 generi con oltre 1200 specie (secondo altri Autori 36 generi e 1035 specie), è suddivisa in 8 tribù. La distribuzione è praticamente cosmopolita con un habitat che varia da quello tropicale a quello temperato. L'appartenenza della famiglia all'ordine delle Lamiales è consolidata a parte alcune differenze morfologiche quali l'infiorescenza non verticillata (comune nelle altre famiglie dell'ordine) e la posizione dello stilo (terminale e non ginobasico).
Il numero cromosomico delle specie di questa tribù è: 2n = 38.

### Filogenesi

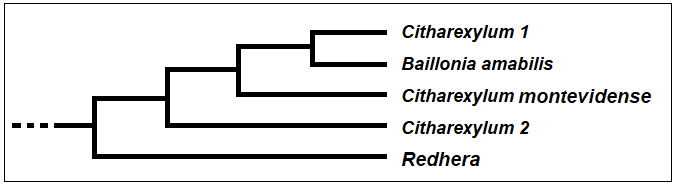
Cladogramma della tribù

Il gruppo delle "Citharexyleae" è monofiletico, anche se il supporto con le attuali analisi è modesto. All'interno della tribù il genere Citharexylum domina la tribù con circa 130 specie, un genere di alberi e arbusti distribuiti in tutti i neotropici. Il genere Rehdera con 3 specie sembra essere "gruppo fratello" di alcune specie di Citharexylum rendendo quest'ultimo genere parafiletico. Anche la specie Baillonia amabilis sembra essere collegata al genere Citharexylum (differisce sostanzialmente per avere un carpello abortito durante lo sviluppo)..
Nell'ambito della famiglia la tribù Citharexyleae, da un punto di vista filogenetico, occupa una posizione centrale insieme alla tribù Casselieae (formano "gruppo fratello"). Insieme formano un clade ben sostenuto composto di piante caratterizzate da un ovario bicarpellare che generalmente si sviluppa in una drupa con quattro pireni o generalmente due mericarpi a due semi, da infiorescenze con brattee minute e spesso decidue e fiori brevemente pedicellati. Questi due gruppi sono superati "basalmente", ossia si sono evoluti più tardi, delle tribù Duranteae e Petreeae (quest'ultimo gruppo è il più basale e quindi risulta "gruppo fratello" a tutto il resto della famiglia). Le Citharexyleae differiscono dalle Casselieae per la presenza di un quinto staminoide e per il portamento prevalentemente arboreo.
Il cladogramma a lato tratto dallo studio citato mostra la struttura filogenetica della tribù.

### Composizione della tribù
La tribù si compone di 3 generi e circa 134 specie:
| Genere                 | Specie                               | Distribuzione                                 |
| ---------------------- | ------------------------------------ | --------------------------------------------- |
| Baillonia Bocq., 1861  | Una specie: Baillonia amabilis Bocq. | Dal Brasile al Paraguay                       |
| Citharexylum L., 1753  | Circa 130                            | Dagli Stati Uniti (meridionali) all'Argentina |
| Rehdera Moldenke, 1935 | 3                                    | America centrale                              |

Note: qui sono elencati alcuni generi che tradizionalmente erano descritti all'interno di questa tribù, ora sono stati trasferiti in altri gruppi.
- Duranta L. - Trasferito nella tribù Duranteae.
- Recordia Moldenke - Trasferito nella tribù Duranteae.
- Rhaphithamnus Miers - Per il momento è considerato "incertae sedis".
- Verbenoxylum Tronc. - Trasferito nella tribù Duranteae.